# Thrasyas aus Mantinea
Thrasyas aus Mantinea (lebte um 370 v. Chr.) war ein griechischer Naturwissenschaftler.
Thrasyas war ein Zeitgenosse von Aristoteles. Nach der Aussage des Theophrastos von Eresos handelte es sich bei Thrasius von Mantinea um den geschicktesten Rhizotomen der damaligen Zeit. Er fand heraus, dass die Wirkung der Pflanzen bei unterschiedlichen Personen sehr unterschiedlich sein konnten. Thrasyas beschäftigte sich überwiegend mit der Zubereitung von Giften aus Mohnsaft und Schierling. Er erkannte, dass diese Mischung viel schonender tötet als Schierling alleine, da zunächst die einschläfernde Wirkung des Opium einsetzt und erst dann die vom Schierling hervorgerufenen Lähmungserscheinungen, die schließlich zum Tode führen.
Thrasyas erkannte, dass pflanzliche Inhaltsstoffe nicht bei jedem Organismus die gleiche Wirkung haben. Er zeigte auch, dass ein und dieselbe Giftpflanze bzw. deren Droge je nach verabreichter Dosis unterschiedlich wirkt, eine Entdeckung, die heute meist Paracelsus zugeschrieben wird.

## Quelle
- Lewine, Louis (1920): Die Gifte in der Weltgeschichte – toxikologische, allgemeinverständliche Untersuchungen der historischen Quellen. 596 S. Springer, Berlin.
- Fuhrmeister, Anna Charlotte (2005): Vergiftungen – Panoramawechsel der letzten Jahrzehnte Ergebnisse einer Literaturstudie. 154 S., graph. Darst.Univ., Diss. Bonn.
- Theophrastos, Historia plantarum, 9. Buch, 16. Kapitel

| Personendaten    | Personendaten                                 |
| ---------------- | --------------------------------------------- |
| NAME             | Thrasyas aus Mantinea                         |
| KURZBESCHREIBUNG | griechischer Biologe und Botaniker (Rhizotom) |
| GEBURTSDATUM     | vor 370 v. Chr.                               |
| STERBEDATUM      | 4. Jahrhundert v. Chr.                        |